# Масалиев, Абсамат Масалиевич
Абсамат Масалиевич Масалиев (кирг. Абсамат Масалы уулу Масалиев; 10 апреля 1933, село Алыш, Ошская область — 31 июля 2004, Бишкек) — киргизский советский партийный и государственный деятель. Герой Киргизской Республики (2005, посмертно).
Первый секретарь ЦК КП Киргизской ССР (1985—1991), Председатель Верховного Совета Киргизской ССР (1990). Член Политбюро ЦК КПСС (1990—1991).

## Биография

### Образование
В 1953 году окончил Кызыл-Кийский горный техникум, в 1956 году — Московский горный институт (сегодня — Горный институт НИТУ «МИСиС»), в 1964 году — Алма-Атинскую высшую партийную школу.

### Трудовая деятельность
Трудовую деятельность начал в 1956 году помощником начальника участка шахты. В 1957–1962 годах – заместитель главного инженера шахты, помощник главного инженера треста «Киргизуголь». С 1961 года инструктор промышленно-транспортного отдела Ошского обкома партии, затем — инспектор Комитета партийно-государственного контроля ЦК компартии Киргизии и Совета Министров Киргизской ССР, заместитель председателя Ошского областного комитета народного контроля. Член КПСС с 1960 года.
В 1966—1971 — заведующий промышленно-транспортным отделом Ошского обкома партии, заместитель заведующего промышленно-транспортным отделом ЦК Компартии Киргизии, первый секретарь Taш-Кумырского горкома партии, заведующий промышленно-транспортным отделом ЦК Компартии Киргизии.
В 1972—1974 — председатель Фрунзенского горисполкома,
В 1974—1979 — секретарь ЦК Компартии Киргизии,
В 1979—1985 — первый секретарь Иссык-Кульского обкома партии.
В 1985 году — инспектор ЦК КПСС.
С 1985 по 1991 годы — первый секретарь ЦК Компартии Киргизии.
В апреле — августе 1991 годов — консультант идеологического отдела ЦК КПСС.
В 1993—1996 годах — директор Госгортехнадзора Кыргызской Республики.
Член ЦК КПСС (1986—1991), Депутат Совета Национальностей Верховного Совета СССР 10-11 созывов (1979—1989), народный депутат СССР (1989—1991), член Верховного Совета СССР, депутат Верховного Совета Киргизской ССР пяти созывов.
Депутат Собрания народных представителей Жогорку Кенеша Кыргызской Республики I созыва, с 2000 года являлся депутатом Законодательного собрания Жогорку Кенеша Кыргызской Республики.
Являлся председателем ЦИК Партии Коммунистов Кыргызстана, членом Исполкома Совета СКП—КПСС, заместителем председателя совета СКП—КПСС.
Скончался 31 июля 2004 года в Бишкеке, похоронен на Ала-Арчинском кладбище.

## Награды и звания
- Герой Киргизской Республики (2005, посмертно)
- Орден Октябрьской Революции
- Два ордена Трудового Красного Знамени
- Орден «Содружество» (МПА СНГ)[2]
- Орден «Манас» III степени
- Медали
- Памятная золотая медаль «Манас-1000» (1995)[3]